# St. Arnold (Breitungen)

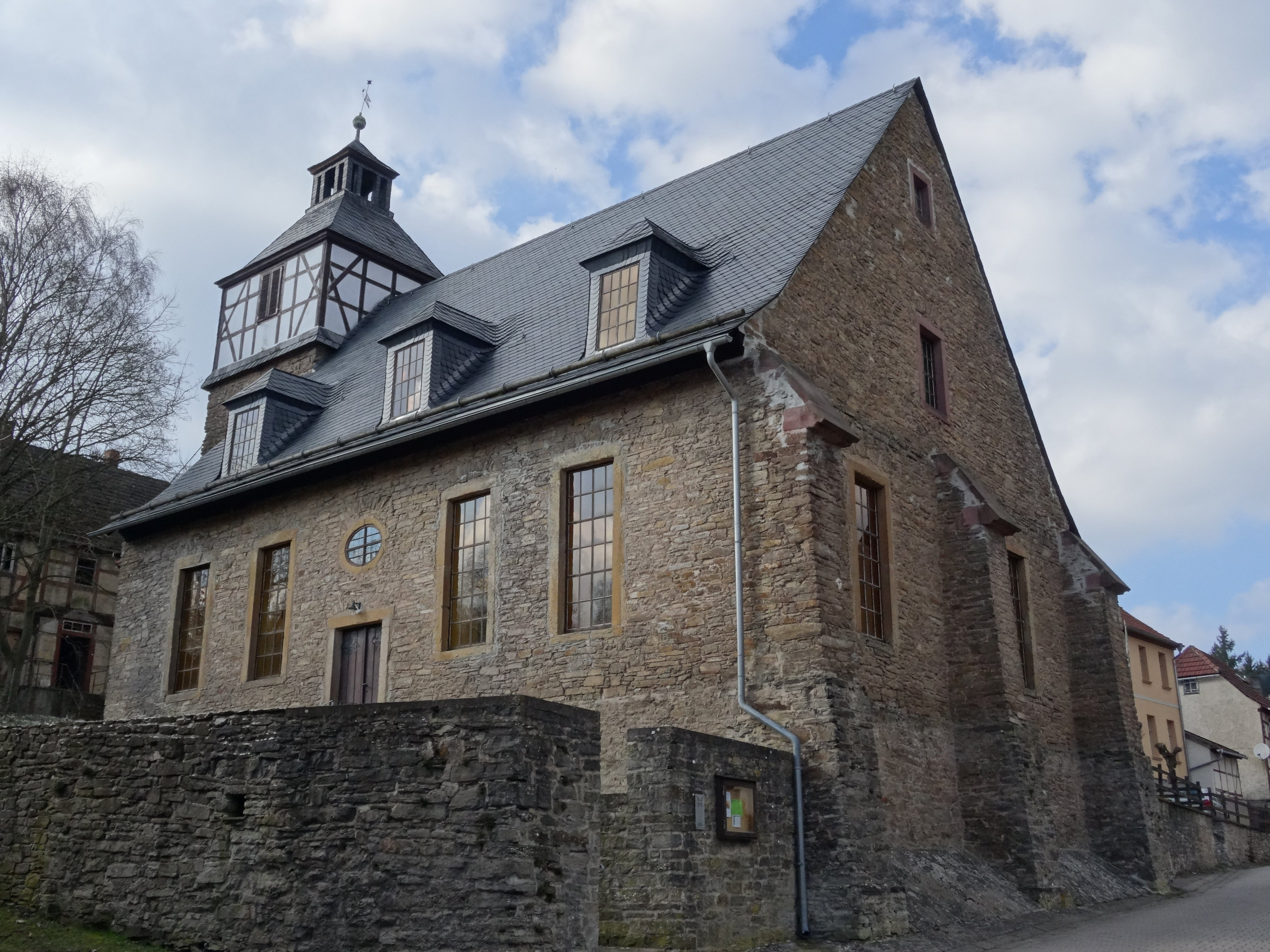
St. Arnold in Breitungen (Südharz) von 1734

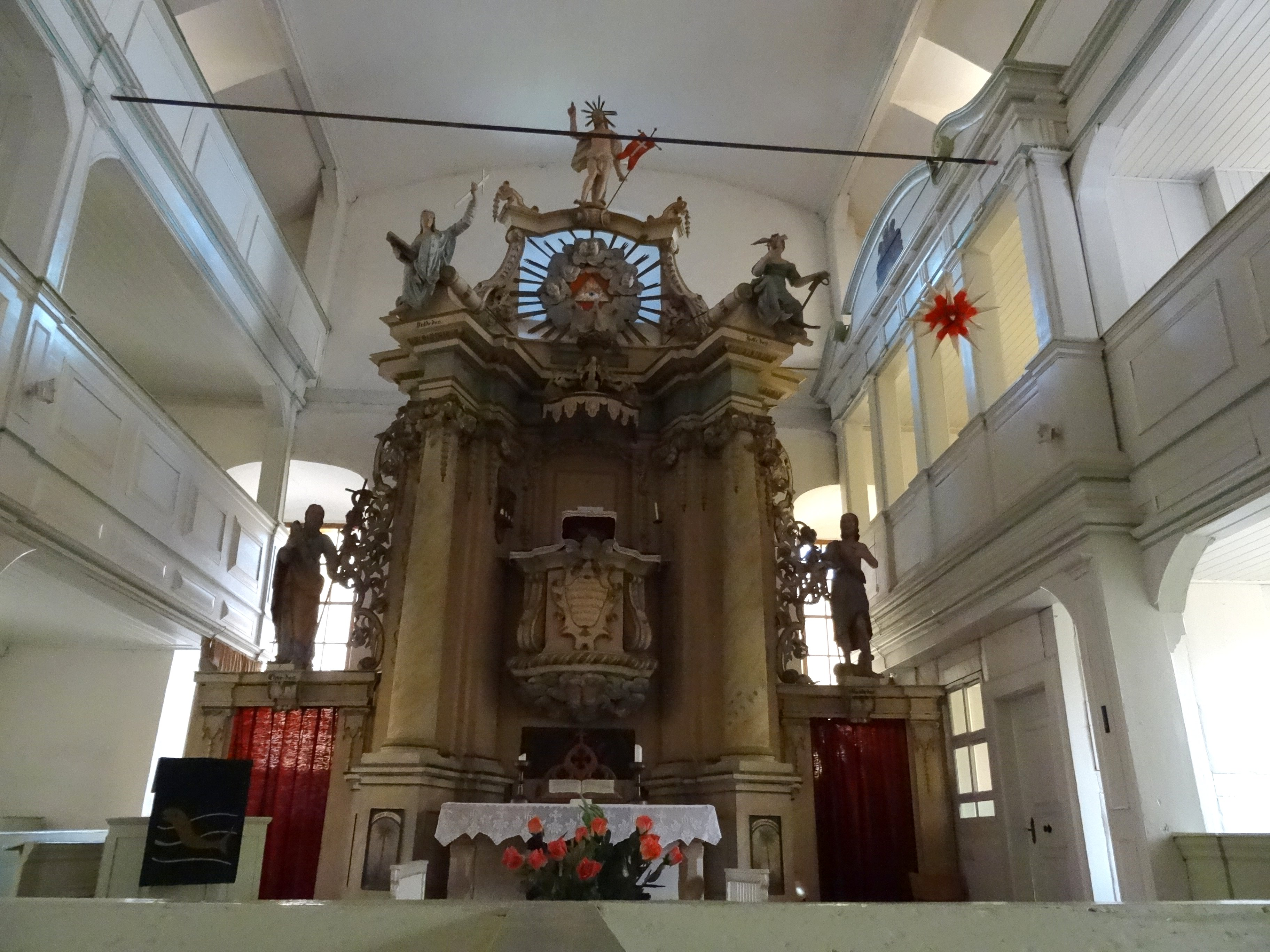
Barocker Kanzelaltar von St. Arnold in Breitungen

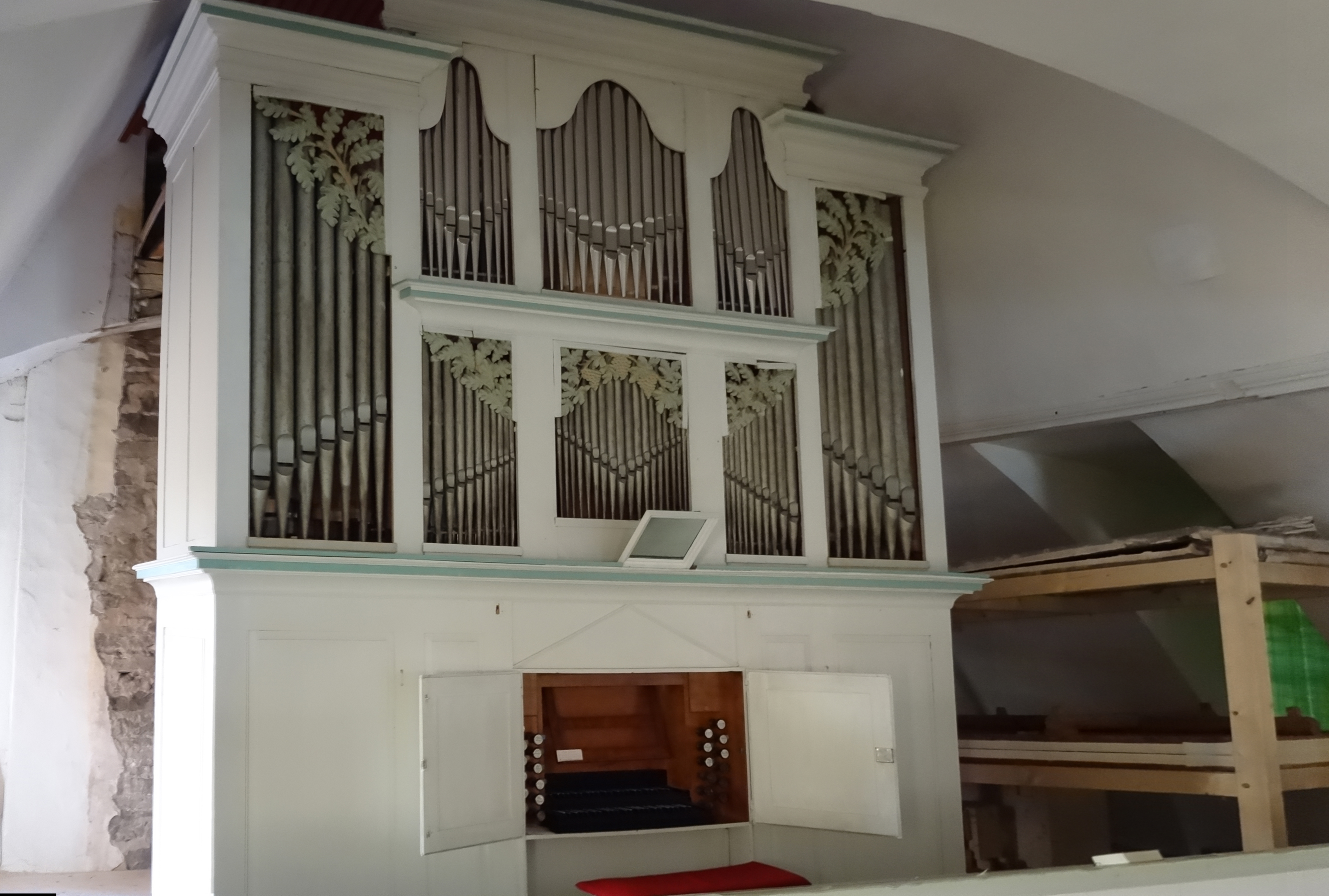
Maurer-Orgel in Breitungen (Südharz) von 1847

Die Kirche St. Arnold ist die evangelische Pfarrkirche des Ortsteils Breitungen der Gemeinde Südharz im Landkreis Mansfeld-Südharz (Sachsen-Anhalt).

## Geschichte
Die heutige Arnolds-Kirche geht auf eine Arnolds-Kapelle auf dem Arnoldsberg aus dem 10. Jahrhundert zurück. Diese Kapelle, an welche sich auch ein kleines Kloster anschloss, wurde im Hochmittelalter aufgegeben. Als Ersatz für die Arnolds-Kapelle wurde auf dem Kirchberg, also an einer anderen Stelle, im Jahr 1427 eine neue Pfarrkirche erbaut, welche das Patrozinium des hl. Arnold übernahm. Der Name der Kirche stammt wahrscheinlich vom Heiligen Arnold von Arnoldsweiler, welcher um 800 gestorben ist und Harfenspieler am Hofe Kaiser Karls des Großen war. Es ist jedoch auch nicht auszuschließen, dass sich das Patronat auf Arnulf von Metz bezieht. Die zweite Arnolds-Kirche wurde Anfang des 18. Jahrhunderts aufgegeben. Diese Kirche wurde im Zuge der Reformation evangelisch, wobei das Patrozinium bestehen blieb. Von dieser Kirche sind keine Spuren mehr vorhanden. Im Jahre 1727 wurde der Grundstein der heutigen Kirche im Oberdorf gelegt; die Einweihung fand am 22. August 1734 statt. Diese Kirche ist im Stil des Barock errichtet worden. Im Innern des einschiffigen Kirchenraums befinden sich eine Empore und ein Kanzelaltar aus dem Jahr 1735. An der Kanzel befindet sich eine als Kanzeluhr dienende viergläsrige Sanduhr. „Die vier Stundengläser sind auf die Zeit 15min, 30min, 45min und 60min geeicht, so dass der Pfarrer jeweils die Länge seiner Predigt abschätzen konnte.“ Seit 1891 liegt die Altarbibel auf einem von Holzbildhauer Gustav Kuntzsch aus Wernigerode im Stil der Neugotik geschnitzten Bibelpult.

## Orgel
Die Orgel der Kirche ist ein Werk des Orgelbaumeisters Wilhelm Maurer aus Rettgenstedt bei Kölleda und wurde 1847 eingebaut. 1910 erhielt die Orgel einen elektrischen Motor. In den 1960er Jahren wurde die Orgel stillgelegt und sich selbst überlassen. Erst im Jahr 2013 wurde die Orgel grundlegend restauriert und ist seitdem wieder spielbar. Das Instrument ist zum allergrößten Teil im Originalzustand erhalten.